# Das war morgen
Das war morgen ist ein seit 7. Juni 2023 bestehender Retro-Science-Fiction-Podcast im Digitalangebot des Südwestrundfunks,  in dem (ähnlich wie im seit 2020 bestehenden, für alte Krimihörspiele zuständigen und von Bastian Pastewka moderierten Podcast Kein Mucks! bei Radio Bremen) SF-Hörspiele der 1960er bis 1990er Jahre wiederholt werden, vor allem aus den damaligen SDR-Reihen Science-Fiction als Radiospiel und Phantastik aus Studio 13. Die redaktionelle Betreuung der Reihe liegt bei der SWR-Redaktionsleiterin Hörspiel, Feature und Essay Mareike Maage. Neue Folgen werden wöchentlich am Mittwoch hochgeladen.
Ab Juni 2023 wurde der Podcast von Isabella Hermann und dem Science-Fiction-Schriftsteller und Übersetzer Andreas Brandhorst moderiert. 2024 wurde Brandhorst von der Science-Fiction-Schaffenden Aiki Mira abgelöst. Es erfolgt auch eine mindestens teilweise lineare Ausstrahlung im Programm von SWR2.
Laut eigener Darstellung befasst sich die im Rahmen der Sendung stattfindende reflektierende Kontextualisierung der komplett ausgestrahlten Hörspiele des Podcasts damit, wie der fiktionale und gesellschaftliche futuristische Blick auf eine Zukunft aussah, die unsere heutige, inzwischen teils technisch, teils gesellschaftlich, teils rein von den Jahreszahlen her erreichte Gegenwart geworden ist, also die Visionen von Damals über das Heute.

## Folgenliste
| Folge                                   | Folge                                   | Titel                                                       | Datum                                   | Prod.-Jahr                              |
| Staffel 1 (2023) mit Andreas Brandhorst | Staffel 1 (2023) mit Andreas Brandhorst | Staffel 1 (2023) mit Andreas Brandhorst                     | Staffel 1 (2023) mit Andreas Brandhorst | Staffel 1 (2023) mit Andreas Brandhorst |
| --------------------------------------- | --------------------------------------- | ----------------------------------------------------------- | --------------------------------------- | --------------------------------------- |
| 01                                      | 01                                      | N.O.A.H. Studie in Himmelblau und Schwarz                   | 7. Juni 2023                            | 1977                                    |
| 02                                      | 02                                      | Welt ohne Schlaf                                            | 7. Juni 2023                            | 1972                                    |
| 03                                      | 03                                      | Das Haus am Meer                                            | 14. Juni 2023                           | 1976                                    |
| 04                                      | 04                                      | Aquaversum                                                  | 21. Juni 2023                           | 1993                                    |
| 05                                      | 05                                      | Computer argumentieren nicht                                | 28. Juni 2023                           | 1971                                    |
| 06                                      | 06                                      | Die roten Schuhe im Speicherring                            | 5. Juli 2023                            | 1991                                    |
| 07                                      | 07                                      | Das Lord-Byron-Projekt                                      | 12. Juli 2023                           | 1990                                    |
| 08                                      | 08                                      | Daser                                                       | 19. Juli 2023                           | 1993                                    |
| 09                                      | 09                                      | Rückfahrkarte in die Zukunft                                | 26. Juli 2023                           | 1971                                    |
| 10                                      | 10                                      | Hotel Auferstehung                                          | 2. August 2023                          | 1969                                    |
| 11                                      | 11                                      | Nach Null                                                   | 9. August 2023                          | 1980                                    |
| 12                                      | 12                                      | Gedankenraum                                                | 16. August 2023                         | 1989                                    |
| –                                       | –                                       | Hinter den Kulissen (Special über die Produktion der Reihe) | 20. August 2023                         | 2023                                    |
| Staffel 2 (2023) mit Andreas Brandhorst |                                         |                                                             |                                         |                                         |
| 13                                      | 01                                      | Die vergangene Zukunft                                      | 23. August 2023                         | 1990                                    |
| 14                                      | 02                                      | Die Welt im Schatten                                        | 30. August 2023                         | 1991                                    |
| 15                                      | 03                                      | Zwischen den Zeiten                                         | 6. September 2023                       | 1992                                    |
| 16                                      | 04                                      | Fangista, Borosti Asa!                                      | 13. September 2023                      | 1986                                    |
| 17                                      | 05                                      | Bürger Z 560031 B drückt seinen Knopf nicht mehr            | 20. September 2023                      | 1977                                    |
| 18                                      | 06                                      | Die Geister, die er rief                                    | 27. September 2023                      | 1972                                    |
| 19                                      | 07                                      | Der Konzern                                                 | 4. Oktober 2023                         | 1969                                    |
| 20                                      | 08                                      | Der Planet der Selbstmörder                                 | 11. Oktober 2023                        | 1970                                    |
| 21                                      | 09                                      | Temperatursturz                                             | 18. Oktober 2023                        | 1974                                    |
| 22                                      | 10                                      | Imago, die Geschöpfe des jüngsten Tags                      | 25. Oktober 2023                        | 1994                                    |
| 23                                      | 11                                      | Stellvertreterkrieg                                         | 1. November 2023                        | 1989                                    |
| 24                                      | 12                                      | Der Wald schlägt zurück                                     | 8. November 2023                        | 1993                                    |
| 25                                      | 13                                      | Der Mann mit dem Schnurrbart                                | 15. November 2023                       | 1976                                    |
| 26                                      | 14                                      | AMBRA – Das letzte Geschenk                                 | 22. November 2023                       | 1998                                    |
| Staffel 3 (2023/24) mit Aiki Mira       |                                         |                                                             |                                         |                                         |
| 27                                      | 01                                      | …von solchem Stoff aus dem die Träume sind                  | 29. November 2023                       | 1970                                    |
| 28                                      | 02                                      | Tylerton                                                    | 6. Dezember 2023                        | 1986                                    |
| 29                                      | 03                                      | Feindliche Pflanzen                                         | 13. Dezember 2023                       | 1990                                    |
| 30                                      | 04                                      | Die Glücksmaschine                                          | 20. Dezember 2023                       | 1993                                    |
| 31                                      | 05                                      | Die Immortellen des Dr. Melvin                              | 27. Dezember 2023                       | 1990                                    |
| 32                                      | 06                                      | Der Trank des Schweigens                                    | 3. Januar 2024                          | 1993                                    |
| 33                                      | 07                                      | Das große Tierparadies des Jonathan Smith                   | 10. Januar 2024                         | 1980                                    |
| 34                                      | 08                                      | Das große Sterben                                           | 17. Januar 2024                         | 1990                                    |
| 35                                      | 09                                      | Die Hysteresis-Schleife                                     | 24. Januar 2024                         | 1976                                    |
| 36                                      | 10                                      | Der Anti-Orpheus-Effekt                                     | 31. Januar 2024                         | 1978                                    |
| 37                                      | 11                                      | Geschichte einer Entdeckung                                 | 7. Februar 2024                         | 1968                                    |
| 38                                      | 12                                      | Irrtum ausgeschlossen                                       | 14. Februar 2024                        | 1968                                    |
| 39                                      | 13                                      | Tod ohne Ende                                               | 21. Februar 2024                        | 1975                                    |
| 40                                      | 14                                      | Die verbotene Erfindung                                     | 28. Februar 2024                        | 1976                                    |
| 41                                      | 15                                      | Das verlorene Jahrtausend                                   | 6. März 2024                            | 1970                                    |
| 42                                      | 16                                      | Dr. Nonsens                                                 | 13. März 2024                           | 1971                                    |
| 43                                      | 17                                      | Das Glück von Ferida                                        | 20. März 2024                           | 1973                                    |
| 44                                      | 18                                      | Der babylonische Turm                                       | 27. März 2024                           | 1972                                    |
| 45                                      | 19                                      | Du aber sollst gehen ...                                    | 3. April 2024                           | 1972                                    |
| 46                                      | 20                                      | Pentakinin                                                  | 10. April 2024                          | 1974                                    |
| 47                                      | 21                                      | Eins plus – eins minus                                      | 17. April 2024                          | 1972                                    |
| 48                                      | 22                                      | Nestflüchter                                                | 24. April 2024                          | 1972                                    |
| 49                                      | 23                                      | Abschied von Jeanette Claude                                | 1. Mai 2024                             | 1974                                    |
| 50                                      | 24                                      | Am Ende der Zukunft, Vorsicht Sackgasse                     | 7. Mai 2024                             | 1975                                    |